# Salsola leptoclada
Salsola leptoclada là loài thực vật có hoa thuộc họ Dền. Loài này được Gand. miêu tả khoa học đầu tiên năm 1913.